# ドラゴンクエストモンスターズスーパーライト
『ドラゴンクエストモンスターズ スーパーライト』は、Cygamesが開発しスクウェア・エニックスより配信されたスマートフォン向けゲームアプリ。2014年1月23日サービス開始。基本プレイ無料（アイテム課金制）。『ドラゴンクエストモンスターズ』のスマートフォン向けゲーム。略称は「DQMSL」。
2024年1月31日をもってサービスを終了した。翌日2月1日にオフライン版にアップデートされ、ハイスコアクエストにいつでも挑戦できるようになった。

## ストーリー
謎の魔物わたぼうと出会いこの世界にやってきたあなた（主人公）。
ここは人間と魔物が暮らす世界だったが、突然魔物が暴れだし、人間がいなくなってしまったという。元凶を突き止め、世界を救うため冒険が始まる。

## システム
ガチャやクエスト攻略でモンスターを仲間にし、モンスターたちを集めてパーティを組む。1パーティあたり自分の手持ちモンスターは最大5体まで入れられる。クエストの場合はフレンドなどの助っ人モンスターが一体加えられる。

### クエスト
ひとりで冒険(ソロプレイ)、みんなで冒険(マルチプレイ)、不思議の塔(特殊ソロプレイ)の三種類。

#### ひとりで冒険
ストーリークエスト、強敵クエスト、育成クエスト、期間限定クエスト、ランキングクエストの5種類に分けられている。自分のモンスター1～5体＋助っ人モンスター1体で攻略する。主にモンスターを仲間にしたり一部の強化素材が手に入る。ランキングクエストでは決まったターン数の中で相手に与えた合計のダメージ量などによるスコア、またミッションの達成数で個人ランキングが決定し、順位により報酬がもらえる。

#### みんなで冒険
2～5人のプレイヤーがそれぞれ１体ずつモンスターを連れて行って攻略する。手に入る宝箱の数は一緒に行ったプレイヤーの数に比例する。
主に装備品、装備品の強化素材、錬金素材が手に入る。

#### 不思議の塔
1～５体の探検モンスターでパーティを組んで攻略する。探検モンスターは2020年3月現在7体が実装されており、全プレイヤー共通で80レベルの探検モンスターが使える。なお。この探検モンスターは通常のクエスト或いは闘技場では使えない。通常の手持ちモンスターをおうえんモンスターに設定すると、若干のステータス補正が探検モンスターに付与される。
主に不思議の塔限定で仲間になる強力な塔の魔物を仲間にできる。この塔の魔物はその他のモンスターと異なりSSランクながら初期の最大レベルは5で、最大99回のパワーアップができ、特技転生ができない。また、倒したモンスターの数、最大ダメージ、強敵を倒すと手に入る宝珠の数により探検ポイントが手に入る。1回で手にした探検ポイントのハイスコア、累計スコアにより報酬が手に入る。また、ハイスコアにより不思議の塔の個人ランキングが決まる。

### 闘技場
全国の他プレイヤーと対戦でき、マスターズGP、リーグバトル、ともだち対戦の三種類に分けられる。

#### マスターズGP
プレイヤーランク100以上のプレイヤーが参加できる週ごとにウェイト制限などのルールが変わる対人戦。プレイヤーは手持ちのモンスター5体をルールの枠の中で編成し、他プレイヤーとのオンライン対戦に勝利するとランクポイントが増加、敗北で減少する。プレイヤーはウィークリーの合計ランクポイントで3×7の21のランク帯に分けられ、近い強さのプレイヤーと対戦する。ランクポイントが増えていくと昇格していく(減ると降格も)。大枠で7つのランク帯に分けられており、一回昇格してしまえばその大枠のランク帯から降格することはない。その大枠のランク帯の中でさらに3つに分けられており、その3つの階級はランクポイントの減少に伴い降格することがある。1か月を1シーズンとし、ランクポイントの合計で週毎、月毎に個人順位、チームの順位が算出される。ウィークリー個人順位により週に一回、月の順位(シーズン順位)と合計勝利数により月に一度報酬が受け取れる。1シーズンが終わり新しいシーズンが始まると全プレイヤーは6ランク降格し、昇格報酬もリセットされる。
限定装備と強化素材、ふくびき券などが手に入る。

#### リーグバトル
手持ちのモンスター五体でパーティを組み、全国の他プレイヤーのパーティと対戦する(オンライン対戦ではない)。勝利するにしたがって階級が上がっていき、一番上の階級に到達するとランキングバトルに参加できる。一週間単位でルールが変わり、その週の順位が決定する。1日最大5回、週最大30回のバトル結果が集計され、少ないラウンド数で何回勝利できたかを競う。30回連続で1ラウンドで勝利すると確実に一位になれるわけだが、30回連続というのはなかなか難しい。
小さなメダル、闘技場ふくびき券が手に入る。
2023年4月末を以て、下記のロイヤルマスターズに代わる形で廃止された。

#### ロイヤルマスターズ
2023年5月～2023年10月まで開催された対人戦。マスターズGP同様、月ごとにウェイト制限などのルールが変わる。 モンスター5体を編成したパーティを2つ用意し、対戦相手の2パーティを見てからこちらの使うパーティを選択する。これを繰り返し、3敗するまでに何勝できるかを競う(勝利数が同じくらいのプレイヤーと優先的にマッチングする仕様になっている)。
順位に応じてロイヤルメダルや限定称号が手に入る。

#### ともだち対戦
対戦コードを指定し、自分で対戦ルールを決めて知り合いなどと対戦できる。対戦コードを指定しないことでつながりの無い人とも対戦することもできる。
最初のうちはジェムが手に入る。

## モンスター
F<E<D<C<B<A<S<SSの順に高ランク。

### 転生
このゲームには転生というシステムがあり、これによりモンスターのランクを上げたり特技を付け替えたりすることができる。
転生
モンスターを転生素材（タマゴロンやその亜種のモンスターなど）を使うことでランクを上げることができる。
新生転生
新生転生専用の転生素材を使いモンスターを転生させることができる。一部のモンスターにしか行うことができず、大抵の場合インフレに取り残されたモンスターを救うために行われる。
とくぎ転生
転生素材を使い一部特技を付け替える。転生前の特技を入れ替えたり素材についた特技をつけることができる。

### ウェイト
0…一部Bランク装備品、アクセサリー等
1…一部Bランク装備品、Aランク装備品
2…D、E、Fランクの全モンスター、Sランク装備品
3…Cランクの全モンスター
5…SSランクの装備品(例外除く)
6…Bランクの全モンスター
8…Aランクの全モンスター
14…Sランクの討伐モンスター、魔童子モンスター
16…Sランクの魔王系、神獣を除くガチャ産モンスター
18…Sランクの神獣系モンスター
20…SSランクの魔童子系モンスター
21…Sランク系統の王
23…Sランクの魔王系モンスター
25…SSランクの討伐モンスター(例外除く)
27…SSランクの通常ガチャ産モンスター
30…SSランク系統の王、暗黒の魔人
32…塔の主、SSランク魔王、神獣王、永遠の巨竜、Sランク超魔王
40…SSランク超魔王
50…一部ストーリー系装備品
500…ランキングクエスト向け装備品

### 系統
スライム系、ドラゴン系、魔獣系、物質系、悪魔系、ゾンビ系、???系、超魔王系、超伝説系、転生系

### 特殊なモンスター
魔人
高難易度クエスト「呪われし魔宮」のミッション報酬などでもらえる暗黒のメダルと交換するなどして入手できる。
魔童子
ナンバリングの魔王をモチーフとしたモンスター。ウェイトが他のSSランクのモンスターより低い。さくせん行動により一回の行動順につき二回特技を使える。
りゅうおうをモチーフとした魔童子リオー、魔剣士ピサロをモチーフとしたはやての貴公子アーロ、ゾーマをモチーフとした氷の少女ジェマ、ミルドラースをモチーフとした災いの童子ラース、ハーゴンをモチーフとした軍師パゴが実装された。（SSランク進化時の名前を記載している。）
超魔王
他のモンスターと異なり、戦闘中に変身でき、変身後はしばらく無属性の特技が効かなくなる。変身前も後も強力な性能を持つモンスター。
1～11のほとんどの大ボス、ラスボスの超魔王が実装された。
超伝説
勇者と魔王のタッグ。弱点を大弱点として扱えるうえ、一度死亡しても勇者の方が残り、弱点を超弱点として扱えるようになる。
1、3、4(キングレオ&アリーナ)、6(バーバラと黄金の竜)、そしてダイ大のアバン先生&ハドラーが実装された。

## 登場人物

### 冒頭から登場
主人公
本作の主人公。モンスターを連れて冒険する事になる。
わたぼう

### ストーリークエスト第2世界から登場
ワルぼう